# Осада Галича (1221)
Осада Галича (1221) — окончательный захват Мстиславом Удатным Галича у венгров после его потери в 1219 году и неудачной попытки возвращения его в 1220.

## История
После захвата Галича в 1219 году венгры попытались развить наступление на Волынь, но Даниилу удалось блокировать их польского союзника Лешека путём организации нападения на Польшу литовцев, и Мстислав в союзе с половцами смог разбить венгров и перейти в контрнаступление. В 1220 году он осаждает Галич, но тогда город взять не удалось, поэтому был организован новый поход.
Венгры были разбиты на подступах к городу, затем город был взят Мстиславом. Последним оплотом венгров стала церковь святой Богородицы. Фильний был взят в плен, но был выкраден и отпущен боярином Жирославом, за что тот лишился своей вотчины. Судислав получил в управление Звенигород. Коломан с женой Соломеей был отправлен в Торческ.
Был заключён мир, королевич Андрей был обручён с дочерью Мстислава.